# Hyla surinamensis
Hyla surinamensis là một loài ếch trong họ Nhái bén. Nó chỉ được biết đến qua miêu tả của Daudin, và được xem là nomen dubium.